# 科尔内多-阿利萨尔科
科尔内多-阿利萨尔科（義大利語：Cornedo all'Isarco），是意大利博尔扎诺-上阿迪杰自治省的一个市镇。总面积40平方公里，人口3330人，人口密度83.3人/平方公里（2009年）。ISTAT代码为021023。